# コシラ
コシラ（モンゴル語：ᠬᠦᠰᠡᠯᠡᠨ、Qošila、漢字：和世㻋、 1300年12月22日 - 1329年8月30日）は、モンゴル帝国の第13代カアン（元としては第9代皇帝）。第7代カアンの武宗カイシャンの長男。

## 生涯
父のカイシャンが即位すると、皇太子に立てられた叔父のアユルバルワダの次代のカアンに定められたが、至大4年（1311年）のカイシャン急死後、祖母のダギと中書右丞相テムデルらダギの実家コンギラト部族に連なる派閥が政権を掌握し、コンギラト部族の女性を母としないコシラにかわってアユルバルワダの子のシデバラが皇太子に立てられた。周王に封ぜられたコシラは辺境の雲南に送り出されたが、配地に向かう途中陝西で謀殺されかけたため、中央アジアのチャガタイ・ウルスに逃亡した（トガチの乱）。
カアンに即位した英宗シデバラが暗殺され、暗殺者も次のカアンとなった泰定帝イェスン・テムルによって一掃されたことによってコシラを排斥したテムデルの一党は政権から排除されていたが、コシラはそのまま中央アジアに留まり、かつて父のカイシャンが懐寧王だった時代に駐留していたアルタイ山脈西麓方面で自立勢力を固めていた。
致和元年（1328年）旧暦7月にイェスン・テムルが崩御すると、上都でイェスン・テムルの遺児のアリギバを擁立した左丞相ダウラト・シャーを中心とするイェスン・テムル政権派と、大都でコシラの弟のトク・テムルを擁立したキプチャク軍閥のエル・テムル、アスト軍閥のバヤンらを中心とする旧カイシャン政権派による内乱が起こり、ゴビ砂漠以南の諸王・貴族・軍閥の支持を集めた大都側が勝利した。一方、内乱開始の報を受けたコシラは、中央アジアの諸王の後援を受けてアルタイ山脈を越え、モンゴル高原に入った。モンゴル高原の諸王族、有力者たちはコシラを正統なカアン位の継承者と認めて旧都のカラコルムに迎え入れ、コシラは高原のモンゴル遊牧騎馬軍団の圧倒的な軍事力を背景に、既にカアンに即位していた弟のトク・テムルに圧力をかけた。
大都のトク・テムル政権は名目上はより有力なコシラと戦うことを諦め、コシラにカアン位を譲ることを宣言した。年があけて天暦2年（1329年）春、まずトク・テムルのもとで政府首班の中書右丞相となっていたエル・テムルが皇帝の玉璽を携えてモンゴル高原に赴き、大都側がコシラを歓迎して迎え入れる意を明らかにした。トク・テムルは改めて皇太子を名乗り、カアンを称したコシラは上都に向かった。
8月1日、コシラは上都近郊のオングチャド（王忽察都）に至って行営を張り、翌日より皇太子トク・テムル以下王族・大臣を集めて宴会を行ったが、8月5日になって突如営中没した。コシラの側近に集ったチャガタイ一門やモンゴル高原の王族・有力者によって権勢を奪われることを怖れたエル・テムルが先手を打って毒殺したとみられる。
イェスン・テムルの死からコシラの死、トク・テムルの復位までの1年間の一連の騒乱をトク・テムルの元号をとって「天暦の内乱」という。天暦の内乱の後はキプチャク軍閥のエル・テムル、その死後にはアスト軍閥のバヤンが独裁権を握り、元末の軍閥政権時代が幕を開けることになる。

## 后妃・皇子女
- 皇后：バブシャ（八不沙）
  - 子：寧宗 イリンジバル
- 妃：貞裕徽聖皇后 マイラダク（邁来迪）
  - 子：恵宗 トゴン・テムル